# Roxelana (Ottomaans persoon)
Haseki Hürrem Sultan of kortweg Hürrem (Turks voor vrolijk), beter bekend als Roxelana, Roxolana, Ruziac, Rosanna of Roxelane (Rohatyn Rohatyn, ±1500 - Istanboel, 18 april 1558) was geboren onder de naam Aleksandra Anastazja Lisowska en werd later de vrouw van de Osmaanse sultan Süleyman de Grote en moeder van sultan Selim II. Door haar schoonheid en verstand wist ze zich in de harem op te werken tot favoriet van de sultan, over wie ze grote invloed had.
Volgens de overlevering was Roxelana's vader een Roetheense orthodoxe priester in Rohatyn, 68 km ten zuidoosten van Lemberg (tegenwoordig in het westen van Oekraïne, destijds in het koninkrijk Polen). Als meisje werd ze door Krimtataren tijdens een plundertocht gevangengenomen. Ze werd als slavin verkocht aan het Osmaanse hof, waar ze tijdens sultan Selim I in de harem belandde en de naam Hürrem (vrolijk) kreeg vanwege haar opgewekte humeur. Rond 1520 werd ze opgemerkt door de nieuwe sultan Süleyman, wiens favoriete concubine ze werd. De machtigste vrouw (de valide sultan) in de harem was destijds Ayse Hafsa Sultan, de moeder van Süleyman. Toen Roxelana zelf zwanger werd, was het de regel dat ze uit de harem moest vertrekken naar een afgelegen provincie. Süleyman, blijkbaar erg gehecht geraakt aan haar, omzeilde deze regel door officieel met Roxelana in het huwelijk te treden. Het was de eerste keer dat een Osmaanse sultan in het huwelijk trad, en brak met de ongeschreven regel dat de sultan niet trouwde.
Uit het huwelijk werden vijf kinderen geboren: één dochter, Mihrima, en vier zoons, Mehmet (jong gestorven), Selim ( later sultan Selim II) , Bayezid en Cihangir (lichamelijk gehandicapt). Roxelana werd een van Süleymans belangrijkste adviseurs, zoals blijkt uit de vele brieven die het paar elkaar schreef. Ook onderhield ze briefcontact met de koning van Polen, Sigismund II, en de sjah van Perzië, Tahmasp I. Ze kreeg zo ook invloed over staatszaken, en kwam daarbij in botsing met de populaire prins Şehzade Mustafa en grootvizier Pargalı İbrahim Paşa. In 1536 maakte de grootvizier echter de vergissing zich "sultan" te noemen waarna de sultan hem, mede op advies van Roxelana, liet executeren. Roxelana haalde Süleyman nu over de man van hun dochter Mihrima, Rüstem Paşa, tot nieuwe grootvizier te benoemen. Roxelana, Mihrima en Rüstem Paşa probeerden prins Mustafa in ongenade te brengen, iets waarin ze uiteindelijk slaagden. De prins werd in 1553 in opdracht van zijn vader gewurgd. Dit maakte voor Roxelana's veel minder populaire zonen Selim en Bayezid de weg vrij naar de troon.
Later in haar leven ging Roxelana zich meer met liefdadigheid bezighouden. Ze was ook de eerste vrouw in het rijk die moskeeën en karavanserai's liet bouwen, zowel in Constantinopel als op andere plekken in het rijk, zoals in Mekka en Jeruzalem. Ze stierf in 1558 en ligt begraven in haar eigen türbe (mausoleum), bij de Süleymaniye-moskee in Istanboel.